# Jacques Leduc (réalisateur)
Pour les articles homonymes, voir Leduc et Jacques Leduc (homonymie).
Jacques Leduc (25 novembre 1941 à Montréal) est un directeur de la photographie, réalisateur, scénariste, acteur et monteur québécois. Il est un lauréat du prix Albert-Tessier.

## Filmographie

### Assistant opérateur
- 1964 : Départ sans adieux (Nobody Waved Good-bye)

### Directeur de la photographie
- 1965 : Les Montréalistes
- 1967 : Il ne faut pas mourir pour ça
- 1968 : Ce soir-là, Gilles Vigneault...
- 1969 : Mon amie Pierrette
- 1973 : Ultimatum
- 1982 : Plenty of Nothing
- 1982 : Du grand large aux Grands Lacs
- 1982 : Debout sur leur terre
- 1984 : Étienne et Sara
- 1984 : Le Dernier glacier
- 1984 : Torngat
- 1986 : Bam Pay A!: Rends-moi mon pays!
- 1987 : Voyage en Amérique avec un cheval emprunté
- 1988 : La Peau et les Os
- 1989 : Audition
- 1990 : Creative Process: Norman McLaren
- 1994 : De retour pour de bon
- 1996 : Remue-ménage
- 1997 : Tu as crié: Let me go
- 1997 : Quatre femmes d'Égypte
- 1999 : L'Erreur boréale
- 2000 : Le Territoire du comédien
- 2000 : Les Oubliés du XXIe siècle ou La fin du travail
- 2001 : À travers chants
- 2003 : 100 % bio

### Réalisateur
- 1968 : Nominingue... depuis qu'il existe (TV)
- 1969 : A Total Service
- 1969 : Là ou ailleurs
- 1970 : On est loin du soleil[2]
- 1973 : Alegria
- 1973 : Tendresse ordinaire
- 1977 : Samedi - Le Ventre de la nuit
- 1977 : Mercredi - Petits souliers, petit pain
- 1977 : Lundi - Une chaumière, un cœur
- 1977 : Jeudi - À cheval sur l'argent
- 1977 : Dimanche - Granit
- 1978 : Vendredi - Les Chars
- 1978 : Mardi - Un jour anonyme
- 1978 : Le Ventre de la nuit
- 1983 : Albedo
- 1984 : Le Dernier glacier
- 1988 : Charade chinoise[3]
- 1989 : Trois pommes à côté du sommeil
- 1991 : Montréal vu par…
- 1992 : La Vie fantôme
- 1998 : L'Âge de braise

### Scénariste
- 1969 : A Total Service
- 1982 : Douce enquête sur la violence
- 1983 : Albedo
- 1984 : Le Dernier glacier
- 1989 : Trois pommes à côté du sommeil
- 1992 : La Vie fantôme
- 1998 : L'Âge de braise

### Acteur
- 1973 : Réjeanne Padovani : Un militant

### Monteur
- 1969 : Là ou ailleurs

### Commentaires de l'œuvre de Jacques Leduc
- Sylvano Santini, "L'expressivité de la vie et le sens des images dans Chronique de la vie quotidienne de Jacques Leduc", Nouvelles Vues, no 17, hiver-printemps 2016 : « http://www.nouvellesvues.ulaval.ca/no-17-hiver-2016-cinema-et-philosophie-par-s-santini-et-p-a-fradet/articles/lexpressivite-de-la-vie-et-le-sens-des-images-dans-chronique-de-la-vie-quotidienne-de-jacques-leduc-par-sylvano-santini/ »(Archive.org • Wikiwix • Archive.is • Google • Que faire ?)

## Récompenses et nominations

### Récompenses
Prix Albert-Tessier en 2008.